# ريتشارد جون تايلور
ريتشارد جون تايلور (بالإنجليزية: Richard John Taylor)‏ هو مونتير بريطاني، ولد في 15 يونيو 1985.

## وصلات خارجية
- ريتشارد جون تايلور على موقع IMDb (الإنجليزية)